# Liam Neeson
Liam Neeson, zkráceně z vlastního jména William John Neeson, OBE, (* 7. června 1952 Ballymena) je irsko-britský herec narozený v Severním Irsku. V srpnu 2009 obdržel americké občanství.
V roce 1976 získal dvouleté angažmá v belfastském divadle Lyric Players' Theatre. V rané fázi se na filmovém plátně objevil v artušovském příběhu Excalibur (1981), či historických snímcích Bounty (1984) a Mise (1986). Hlavní roli ztvárnil v thrilleru Nejbližší příbuzenstvo (1989) a známost mu přinesla postava Oskara Schindlera v životopisném Schindlerově seznamu (1993), za níž získal nominace na Oscara, Zlatý glóbus i cenu BAFTA. Následně si zahrál v dramatu Nell (1994), válečné biografii Michael Collins (1996) a romantickém zpracování Bídníků (1998). V roce 1999 přijal úlohu rytíře Jedi Qui-Gon Jinna v dílu univerza Star Wars: Epizoda I – Skrytá hrozba.
V hlavní postavě biologa a sexuologa Alfreda Kinseyho se představil v dramatu Kinsey (2004). Poté účinkoval v superhrdinském Batman začíná (2005), akční trilogii 96 hodin (2008–2014), filmu o přežití Mezi vlky (2011) a Scorseseho náboženské epopeji Mlčení (2016). Ve fantasy trilogii Letopisy Narnie (2005–2010) nadaboval lva Aslana a ve fantasy dramatu Volání netvora: Příběh života (2016) ztvárnil netvora. Řidiče kamionu přes zamrzlá jezera si zahrál v thrilleru Mrazivá past (2021).
V roce 1999 se stal držitelem Řádu britského impéria.

## Osobní život
Jeho manželkou byla herečka Natasha Richardsonová, dcera herečky Vanessy Redgraveové a režiséra Tonyho Richardsona, členka známé a početné britské herecké rodiny Redgraveových. Sňatek se uskutečnil 3. července 1994 a pár měl dva syny. 16. března 2009 Richardsonová utrpěla zranění hlavy při lekci lyžování v Mont Tremblant v Québecu. Zemřela o dva dny později v Lenox Hill Hospital v New Yorku. Po pitvě byla stanovena příčina smrti jako epidurální hematom v důsledku traumatu hlavy.

## Filmografie
| Rok           | Film                                                       | Role                                                    | Poznámka |
| ------------- | ---------------------------------------------------------- | ------------------------------------------------------- | --- |
| 1978          | Poutníkova cesta                                           | Evangelista a Ježíš Kristus                             | |
| 1981          | Excalibur                                                  | Gawain                                                  | |
| 1982          | Merlin and the Sword                                       | Grak                                                    | jiný název Arthur the King |
| 1983          | Planeta Krull                                              | Kegan                                                   | |
| 1984          | Bounty                                                     | Charles Churchill                                       | |
| 1984          | Ellis Island                                               | Kevin Murray                                            | |
| 1986          | Mise                                                       | Fielding                                                | |
| 1986          | Lamb                                                       | Michael Lamb                                            | |
| 1987          | Podezřelý                                                  | Carl Anderson                                           | |
| 1987          | Modlitba za umírající                                      | Liam Docherty                                           | |
| 1988          | Spokojenost                                                | Martin Falcon                                           | |
| 1988          | Dům veselých duchů                                         | Martin Brogan                                           | |
| 1988          | Sázka na smrt                                              | Peter Swan                                              | |
| 1988          | Být dobrou matkou                                          | Leo Cutter                                              | |
| 1989          | Nejbližší příbuzenstvo                                     | Briar Gates                                             | |
| 1990          | Darkman                                                    | Peyton Westlake/Darkman                                 | Nominace — Cena Saturn |
| 1990          | Velký muž                                                  | Danny Scoular                                           | |
| 1991          | V podezření                                                | Tony Aaron                                              | |
| 1992          | Manželé a manželky                                         | Michael Gates                                           | |
| 1992          | Muž zázraků                                                | Will                                                    | |
| 1992          | Záblesk                                                    | Franz-Otto Dietrich                                     | |
| 1993          | Ethan Frome                                                | Ethan Frome                                             | |
| 1993          | Deception                                                  | Dr. Fergus Lamb                                         | jiný název Ruby Cairo |
| 1993          | Schindlerův seznam                                         | Oskar Schindler                                         | Chicago Film Critics Association Award pro nejlepšího herce Nominace — Oscar pro nejlepší výkon v hlavní roli Nominace — BAFTA Nominace — Zlatý glóbus Nominace — London Film Critics Circle                                                                                     |
| 1994          | Nell                                                       | Dr. Jerome 'Jerry' Lovell                               | |
| 1995          | Rob Roy                                                    | Robert Roy MacGregor                                    | |
| 1996          | Michael Collins                                            | Michael Collins                                         | Evening Standard British Film Award pro nejlepšího herce Volpi Cup Nominace — Zlatý glóbus pro nejlepšího herce |
| 1996          | The Great War and the Shaping of the 20th Century          | Adolf Hitler (hlas)                                     | 3 díly |
| 1996          | Předtím a potom                                            | Ben Ryan                                                | |
| 1998          | Bídníci                                                    | Jean Valjean                                            | |
| 1998          | Everest                                                    | vypravěč                                                | |
| 1999          | Zámek hrůzy                                                | Dr. David Marrow                                        | |
| 1999          | Star Wars: Epizoda I – Skrytá hrozba                       | Qui-Gon Jinn                                            | Nominace — Cena Saturn pro nejlepšího herce |
| 2000          | Stydlivý polda                                             | Charlie Mayo                                            | |
| 2000          | Empires: The Greeks                                        | Vypravěč                                                | 3 díly |
| 2001          | Journey into Amazing Caves                                 | vypravěč                                                | |
| 2001          | Evolution                                                  | Vypravěč                                                | 8 dílů |
| 2002          | The Endurance: Shackleton's Legendary Antarctic Expedition | vypravěč                                                | |
| 2002          | K-19: Stroj na smrt                                        | Michail Polenin                                         | |
| 2002          | Gangy New Yorku                                            | Vallon                                                  | |
| 2003          | Láska nebeská                                              | Daniel                                                  | Nominace — Phoenix Film Critics Society Award za nejlepší výkon |
| 2003          | Coral Reef Adventure                                       | vypravěč                                                | |
| 2004          | Kinsey                                                     | Alfred Kinsey                                           | Irská filmová a televizní cena Cena losangeleských filmových kritiků pro nejlepšího herce Nominace — Zlatý glóbus Nominace — Independent Spirit Award pro nejlepšího herce Nominace pro herce roku londýnských filmových kritiků Nominace — Satellite Award pro nejlepšího herce |
| 2005          | Království nebeské                                         | Godfrey z Ibelinu                                       | |
| 2005          | Batman začíná                                              | Henri Ducard/Ra's al Ghul                               | Nominace na Saturnovu cenu pro nejlepšího herce ve vedlejší roli |
| 2005          | Snídaně na Plutu                                           | otec Liam                                               | |
| 2005          | Letopisy Narnie: Lev, čarodějnice a skříň                  | Aslan (hlas)                                            | |
| 2007          | Muž proti muži                                             | Carver                                                  | |
| 2007          | The Birth of Christ                                        | vypravěč                                                | |
| 2008          | Letopisy Narnie: Princ Kaspian                             | Aslan (hlas)                                            | |
| 2008          | Druhý muž                                                  | Peter                                                   | |
| 2008          | 96 hodin                                                   | Bryan Mills                                             | |
| 2009          | Pět minut v nebi                                           | Alistair Little                                         | |
| 2009          | Chloe                                                      | David                                                   | |
| 2010          | Souboj Titánů                                              | Zeus                                                    | |
| 2010          | Letopisy Narnie: Plavba Jitřního poutníka                  | Aslan                                                   | hlas |
| 2010          | A-Team                                                     | John "Hannibal" Smith                                   | |
| 2011          | Neznámý                                                    | Dr. Martin Harris                                       | |
| 2012          | Bitevní loď                                                | admirál Shanea                                          | |
| 2012          | Hněv Titánů                                                | Zeus                                                    | |
| 2012          | Temný rytíř povstal                                        | Ra's al Ghul                                            | cameo |
| 2012          | 96 hodin: Odplata                                          | Bryan Mills                                             | |
| 2013          | Khumba                                                     | Phango (hlas)                                           | |
| 2013          | Ten třetí                                                  | Michael                                                 | |
| 2013          | Zprávař 2 – Legenda pokračuje                              | reportér History Channel                                | cameo |
| 2014          | Všechny cesty vedou do hrobu                               | Clinch Leatherwood                                      | |
| 2014          | Velká oříšková loupež                                      | Mýval (hlas)                                            | |
| 2014          | Prorok                                                     | Mustafa (hlas)                                          | |
| 2014          | NON-STOP                                                   | Bill Marks                                              | |
| 2014          | Mezi náhrobními kameny                                     | Matthew Scudder                                         | |
| 2014          | LEGO příběh                                                | Zlý policista / Dobrý policista / Otec policista (hlas) | |
| 2015          | 96 hodin: Zúčtování                                        | Bryan Mills                                             | |
| 2015          | Vincentův svět                                             | Sám sebe                                                | cameo |
| 2015          | Noční běžec                                                | Jimmy Conlon                                            | |
| 2015          | Méďa 2                                                     | zákazník                                                | cameo |
| 2015          | A Christmas Star                                           | Vypravěč/Rádiový DJ (hlas)                              | |
| 2016          | Volání netvora: Příběh života                              | Netvor (hlas)                                           | |
| 2016          | Lovec: Zimní válka                                         | Vypravěč                                                | neuveden v titulích |
| 2016          | Bitva o Inčchon                                            | Douglas MacArthur                                       | |
| 2016          | Mlčení                                                     | otec Cristóvão Ferreira                                 | |
| 2017          | A Christmas Star                                           | Vypravěč / DJ (hlas)                                    | |
| 2017          | Táta je doma 2                                             | Sám sebe                                                | cameo |
| 2017          | Mark Felt: Muž, který zradil                               | Mark Felt                                               | |
| 2018          | Cizinec ve vlaku                                           | Michael Woolrich                                        | |
| 2018          | Vdovy                                                      | Harry Rawlings                                          | |
| 2018          | Balada o Busterovi Scruggsovi                              | Impresario                                              | |
| 2019          | Mrazivá pomsta                                             | Nels                                                    | |
| 2019          | Muži v černém: Globální hrozba                             | High T                                                  | |
| 2019          | Star Wars: Vzestup Skywalkera                              | Qui-Gon Jinn (hlas)                                     | |
| 2019          | Obyčejná láska                                             | Tom Thompson                                            | |
| 2020          | Pro balík prachů                                           | Tom Carter / Tom Dolan                                  | |
| 2020          | Vzpomínky na Itálii                                        | Robert                                                  | |
| 2021          | Mrazivá past                                               | Mike McCann                                             | |
| 2021          | Poslední výstřel                                           | Jim Hanson                                              | |
| 2022          | Pod rouškou temnoty                                        | Travis Block                                            | |
| 2022          | Memory                                                     | Alex Lewis                                              | |
| 2022          | Marlowe                                                    | Philip Marlowe                                          | |
| bude oznámeno | Retribution                                                |                                                         | |
| bude oznámeno | In the Land of Saints and Sinners                          | bude oznámeno                                           | |
| bude oznámeno | Charlie Johnson in the Flames                              | bude oznámeno                                           | |
| bude oznámeno | The Trainer                                                |                                                         | |

### Televize
| Rok       | Název                                  | Role                            | Poznámka                           |
| --------- | -------------------------------------- | ------------------------------- | ---------------------------------- |
| 1978      | Play for Today                         | Dermont                         | díl: „Dinner at the Sporting Club“ |
| 1980      | BBC2 Playhouse                         | Blacksmith                      | díl: „My Dead Palastrina“          |
| 1981      | Charlie Was a Rich Man                 | —                               | TV film                            |
| 1983      | Across the Water                       | Martin                          | TV film                            |
| 1984      | Ellis Island                           | Kevin Murray                    | mini-seriál, 2 díly                |
| 1985      | Arthur the King                        | Grak                            | TV film                            |
| 1985      | Zámožná žena                           | Blackie O'Neill                 | mini-seriál, 3 díly                |
| 1986      | Miami Vice                             | Sean Carroon                    | díl: „When Irish Eyes Are Crying“  |
| 1986      | Nepolapitelná Tracy                    | inspektor André Trignant        | mini-série, 2 díly                 |
| 1987      | Sworn to Silence                       | Vincent Cauley                  | TV film                            |
| 1987      | Udržet sen                             | Blackie O'Neill                 | díl 1.1                            |
| 1988      | Screen Two                             | Martin Perry                    | díl: „Sweet as You Are“            |
| 1996      | 1914–1918                              | Adolf Hitler / John Lucy (hlas) | 3 díly                             |
| 2000      | Empires: The Greeks                    | Vypravěč                        | 3 díly                             |
| 2000      | Dotek anděla                           | Sám sebe                        | díl: „Life Before Death“           |
| 2002      | Evolution                              | Vypravěč                        | díl: „Darwin's Dangerous Idea“     |
| 2002      | Liberty's Kids: Est. 1776              | John Paul Jones (hlas)          | díl: „Not Yet Begun to Fight“      |
| 2004      | Patrick                                | Vypravěč                        | TV dokument                        |
| 2005      | Simpsonovi                             | otec Sean (hlas)                | díl: „Otec, syn a host svatý“      |
| 2010      | Cubed                                  | Sám sebe                        | díl: 1.39                          |
| 2010      | Ve znamení raka                        | Včelař                          | díl: „Všechno souvisí se vším“     |
| 2011      | Life's Too Short                       | Sám sebe                        | díl: 1.1                           |
| 2011–2014 | Star Wars: Klonové války               | Qui-Gon Jinn (hlas)             | 3 díly                             |
| 2014      | Rev.                                   | Cizinec                         | díl: „3.5“, neuveden v titulích    |
| 2014      | Key & Peele                            | Sám sebe                        | 1 díl                              |
| 2014      | Sněžné opice                           | Vypravěč                        | TV dokument                        |
| 2014–2015 | Griffinovi                             | Sám sebe (hlas)                 | 2 díly                             |
| 2015      | Nature Is Speaking                     | Ice (hlas)                      | anglický dabing, díl: „Ice“        |
| 2016      | Dream Corp, LLC                        | Ďábelský démon (hlas)           | díl: „The Leak“                    |
| 2016      | Amyino plodné lůno                     | Don Cheadle                     | díl: „Welcome to the Gun Show“     |
| 2017      | Red Nose Day Actually                  | Daniel                          | TV krátkometrážní film             |
| 2017      | The Orville                            | Jahavus Dorahl                  | díl: „Pokud se objeví hvězdy“      |
| 2018      | Pope: The Most Powerful Man in History | Vypravěč                        | 2 díly                             |
| 2022      | Holky z Derry                          | Byers                           | díl: „The Night Before“            |
| 2022      | Atlanta                                | Sám sebe                        | díl: „New Jazz“                    |
| 2022      | Obi-Wan Kenobi                         | Qui-Gon Jinn                    | díl: „Část VI“                     |
| 2022      | Tales of the Jedi                      | Qui-Gon Jinn (hlas)             |                                    |

### Videohry
| Rok  | Název         | Role                | Poznámka |
| ---- | ------------- | ------------------- | -------- |
| 2005 | Batman začíná | Henri Ducard (hlas) |          |
| 2008 | Fallout 3     | James (hlas)        |          |